# Acokanthera oblongifolia
Espèce
Classification phylogénétique
Acokanthera oblongifolia est une espèce d'arbuste originaire du sud de l'Afrique, de la famille des Apocynaceae.

## Description

### Appareil végétatif
C'est un arbuste pouvant atteindre 6 m de hauteur. Ses feuilles, coriaces et opposées, mesurent jusqu'à 12 cm de longueur et ont une forme ovale ou elliptique.

### Appareil reproducteur
L'inflorescence est un corymbe de fleurs blanches pouvant mesurer jusqu'à 1,8 cm de diamètre. Ces fleurs, parfumées, dégagent une odeur rappelant le jasmin.
Le fruit est une baie arrondie rouge-violacé très sombre, presque noire, de 3 cm de longueur. Chaque baie contient une ou deux graines.

## Répartition et habitat
Cet arbuste préfère les sols riches et humides et une situation partiellement ombragée.

## Acokanthera oblongifoliaet l'homme
Toute la plante est toxique car elle contient, comme la plupart des espèces du genre Acokanthera, des glycosides cardiotoniques tels que l'acovenoside-A, l'ouabaïne, et des acolongiflorosides,. Elle est actuellement utilisée comme plante ornementale, seule ou en bosquet.